# 迪亞拉薩古
迪亞拉薩古（法語：Diallassagou），是馬里的城鎮，位於該國中部，由莫普提區的邦卡斯省負責管轄，面積840平方公里，海拔高度243米，2009年人口22,539，人口密度每平方公里26.83人。